# Agnes von Burgund (Herzogin von Aquitanien)

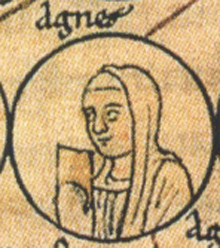
Agnes von Burgund

Agnes von Burgund (auch Agnes von Mâcon; * um 995 in Burgund; † 9. oder 10. November 1068 in Saintes) war eine französische Adlige. Sie wurde 1019 durch ihre erste Heirat Gräfin von Poitou und Herzogin von Aquitanien sowie 1040 durch ihre zweite Heirat Gräfin von Anjou.

## Leben

### Abstammung und frühes Leben
Agnes war die in den 990er Jahren, spätestens gegen 1000 geborene jüngste Tochter des Grafen von Burgund, Otto Wilhelm und der Ermentrude von Roucy, einer Tochter des Grafen Raimund von Roucy. Sie erhielt eine sehr sorgfältige Erziehung und dabei auch Einblick in die Beziehungen zwischen den Familien des französischen Feudaladels.

### Erste Ehe mit Wilhelm V. von Aquitanien
1019 ging die ehrgeizige und politisch ambitionierte Agnes eine von ihrem Vater arrangierte Ehe mit dem wesentlich älteren, nämlich 50-jährigen Herzog Wilhelm V. dem Großen von Aquitanien und (als Wilhelm III.) Grafen von Poitou ein.
Das Paar bekam drei Kinder:
1. Peter Wilhelm (Pierre-Guillaume) (* 1023; † Herbst 1058), als Wilhelm VII. der Adler (Guillaume l’Aigle) Herzog von Aquitanien und (als Wilhelm V.) Graf von Poitou 1039–1058
2. Guido Gottfried (Guy-Geoffroy) (* um 1025; † 25. September 1086), als Wilhelm VIII. Herzog von Aquitanien und (als Wilhelm VI.) Graf von Poitou 1058–1086
3. Agnes von Poitou (* um 1025; † 14. Dezember 1077); ⚭ 1043 Heinrich III. (* 28. Oktober 1017; † 5. Oktober 1056, Herzog von Bayern, Herzog von Schwaben, König von Burgund, Mitkönig im HRR ab 1028, König ab 1039, Kaiser 1046–1056)

Wilhelm V. von Aquitanien war ein Freund des Abts Odilo von Cluny, und auch Agnes setzte die Zusammenarbeit mit Odilo nach dem Tod ihres Gatten fort und machte dessen Kloster Schenkungen. Vergeblich versuchte sie ihren Gatten dazu zu bewegen, ihren ältesten Sohn von ihm anstelle seines ältesten Sohnes aus erster Ehe, Wilhelm (VI.), zu seinem Erben zu machen. Vielmehr übergab Wilhelm V. seinem ältesten Sohn aus erster Ehe noch zu Lebzeiten die Regierungsgewalt und zog sich 1029 in die Abtei Maillezais zurück, wo er am 31. Januar 1030 verstarb.

### Zweite Ehe mit Gottfried Martell; Kampf gegen die Stiefsöhne
Als Witwe blieb Agnes mit drei kleinen Kindern zurück, während ihr von seinem Vater präferierter, etwa 26-jähriger Stiefsohn als Wilhelm VI. Herzog von Aquitanien und als Wilhelm IV. Graf von Poitou wurde. Agnes bemühte sich, ihre Machtstellung dennoch nicht gänzlich einzubüßen und suchte auch rücksichtslos die Herrschaft ihrer Söhne im Machtbereich ihres verschiedenen Gatten durchzusetzen, was zu ihrer relativ negativen Beurteilung durch die Chronisten führte. Zur Stärkung ihrer Position vermählte sie sich am 1. Januar 1032 mit dem etwa 26-jährigen Gottfried Martell, dessen Vater der mächtige Graf Fulko III. von Anjou war. Die Hochzeit fand in Abwesenheit Fulkos III. statt, da mit dessen Widerstand gegen diese Heirat zu rechnen war; doch letztlich akzeptierte Fulko III. die Eheentscheidung seines Sohnes.
Gottfried Martell entsandte 1033 Truppen zu einem Einfall ins Poitou und wurde dabei von einigen mit Agnes sympathisierenden Adligen wie Guillaume I. de Parthenay unterstützt. Wilhelm VI. von Aquitanien geriet während der Schlacht von Mont-Couer am 20. September 1033 in Gefangenschaft und wurde erst Ende 1036 gegen ein hohes Lösegeld freigelassen; er starb am 15. Dezember 1038 wohl ohne Nachkommenschaft. Daraufhin fielen Aquitanien und Poitou an den Sohn Wilhelms V. aus seiner zweiten Ehe, Odo, der bereits Herzog der Gascogne war. Im zur Verteidigung seiner ererbten Gebiete geführten Kampf gegen Agnes und deren zweiten Gatten fiel er am 10. März 1039 während der Belagerung des Schlosses von Mauzé.

### Regentschaft in Aquitanien und Poitou; Aufenthalt in Deutschland und Italien
Nun avancierte Agnes’ ältester Sohn als Wilhelm VII. zum Herzog von Aquitanien und als Wilhelm V. zum Grafen von Poitou, doch da er noch recht jung für die Machtübernahme war, führte seine Mutter von 1039 bis 1044 die Regentschaft für ihn, anscheinend ohne ihren Ehemann daran zu beteiligen. Als Letzterer nach dem Tod seines Vaters im Juni 1040 als Gottfried II. die Herrschaft in Anjou übernahm, wurde Agnes auch Gräfin von Anjou. Zur Bewahrung der Ruhe in Aquitanien und Poitou suchte sie die dortigen größeren kirchlichen Institutionen an sich zu binden, ließ etwa der Abtei Saint-Jean-d'Angély eine wichtige Schenkung machen und Archambaud, den Sohn eines sie unterstützenden Barons, zum Abt von Saint-Maixent wählen. Später ermöglichte sie Archambauds Wahl zum Erzbischof von Bordeaux. Die großzügigen Spenden an die Kirche erfolgten teilweise auch mit Hilfe ihrer Verwandten. Gemeinsam mit ihrem Gatten hatte Agnes ferner bereits 1034 die Abtei La Trinité in Vendôme gegründet, deren Einweihung am 31. Mai 1040 unter großem Pomp stattfand.
Nachdem Agnes 1044 ihrem ältesten Sohn Wilhelm die Regierung von Aquitanien und Poitou überlassen hatte, behielt sie dennoch großen Einfluss auf die Verwaltung dieser Territorien. Sie vermählte Wilhelm mit Ermesinde, einer Frau unbekannter Abstammung. Für ihren zweiten Sohn Guido Gottfried arrangierte sie eine Heirat mit Garsende von Périgord, einer Tochter des Grafen Audebert II. von Périgord, die ihre Erbrechte auf das Herzogtum Gascogne in die Ehe einbrachte. Ferner war es bereits zu einem deutsch-poitevinischen Ehebündnis gekommen, indem Agnes’ gleichnamige Tochter Ende November 1043 in Ingelheim ihre Hochzeit mit dem römisch-deutschen König Heinrich III gefeiert hatte.
Nach einem kurzen Aufenthalt in Anjou begaben sich Agnes und ihr Gatte Gottfried in Begleitung eines zahlreichen, überwiegend aus Poitou und Anjou stammenden Gefolges nach Deutschland und weilten seit Weihnachten 1045 am Hof Heinrichs III. in Goslar. Agnes begleitete dann mit ihrem Gemahl den deutschen König auf seinem Italienzug und nahm am 20. Dezember 1046 an der Synode von Sutri teil, auf der die Absetzung der Päpste Gregor VI. und Silvester III. erfolgte. Bald danach musste auch Benedikt IX. zurücktreten, und ein Vertrauter des Königs wurde als Clemens II. zum neuen Kirchenoberhaupt ernannt. Agnes wohnte der Krönung ihrer Tochter zur Kaiserin und Heinrichs III. zum Kaiser bei, welche Zeremonie Clemens II. noch am Tag seiner Erhebung zum Papst (Weihnachten 1046) vornahm. In der Folge blieben Agnes und Gottfried im Gefolge des Kaisers und machten dabei eine Wallfahrt zum apulischen Vorgebirge Gargano. Sie begleiteten das kaiserliche Paar noch bis Mantua und reisten dann 1047 nach Anjou zurück.
Mit ihrem Gatten gründete Agnes nun die Abtei Notre-Dame des Saintes, deren Weihe am 2. November 1047 in Gegenwart des Ehepaars, ihres ältesten Sohnes und mehrerer Prälaten stattfand. Agnes ergänzte auch eine schon 1040 getätigte Dotation für die Abtei La Trinité in Vendôme und vollendete den Wiederaufbau der Basilika Saint-Hilaire-le-Grand in Poitiers, an deren Weihe am 1. November 1049 außer Agnes auch ihr ältester Sohn sowie 13 Erzbischöfe und Bischöfe teilnahmen. Zwischen 1047 und 1049 gründete Agnes die außerhalb der Stadtmauern von Poitiers gelegene Abtei Saint-Nicolas. 1050 nahm sie an der Einweihung der Kirche Saint-Jean-d’Angély teil.

### Trennung von Gottfried Martell; späteres Leben und Tod
Agnes hatte keine Kinder mit Gottfried Martell und wurde von ihm zwischen 1049 und 1052 geschieden, als die Allianz mit dem deutschen Kaiser zu Ende ging. Vielleicht war diese Trennung für das 1052 erfolgte Zustandekommen der Versöhnung zwischen Gottfried Martell und dem französischen König Heinrich I. förderlich. Sie zog sich nach Poitiers zurück und übte weiterhin einen beträchtlichen Einfluss auf die Regierung ihres ältesten Sohnes Wilhelm aus. 1053 fiel ihr inzwischen neu verheirateter Ex-Mann in Poitou ein und blieb in diesem Krieg gegen Wilhelm Sieger. Danach verlor Agnes an politischer Macht, und Wilhelm regierte nun eigenständiger ohne seine Mutter. 1058 führte er eine neue militärische Auseinandersetzung gegen Gottfried Martel, indem er diesen wahrscheinlich deshalb angriff, weil Gottfried Agnes’ Wittum seiner letzten Gattin Adelheid übertragen hatte. Der Graf von Anjou wurde von der Attacke überrascht und schien diesmal den Krieg zu verlieren, als Wilhelm während der Belagerung der Burg Saumur an der Ruhr starb.
Nun folgte Agnes’ zweiter Sohn Guido Gottfried seinem verschiedenen älteren Bruder unter dem Namen Wilhelm VIII. als Herzog von Aquitanien und unter dem Namen Wilhelm VI. als Graf von Poitou nach, womit auch der politische Einfluss seiner Mutter endgültig schwand. Er unterhielt gute Beziehungen zu seinem ehemaligen Stiefvater Gottfried Martel, verstieß Ende 1058 die ihm seinerzeit von seiner Mutter zugeschanzte Gattin Ermesende und heiratete eine Frau namens Mathilde oder Mathéode unbekannter Abstammung. Ferner setzte er 1059 den seiner Mutter als Ratgeber dienenden Archambaud als Erzbischof von Bordeaux ab. Agnes zog sich ins Kloster Notre-Dame des Saintes zurück, unterhielt aber weiterhin einen gewissen Kontakt zu ihrem Sohn.
Auch in ihrem letzten Lebensjahrzehnt blieb Agnes aktiv, verließ öfters ihr Kloster und reiste in Poitou herum, um an Schenkungszeremonien teilzunehmen oder ihren Sohn zu besuchen. In Saintes hielt sie sich einen kleinen Hof. Ihrer Tochter, der ehemaligen Kaiserin, bediente sie sich als Fürsprecherin beim Papst, um von diesem diverse Begünstigungen für ihre Kirchengründungen zu erhalten. So wandte sich ihre Tochter 1062 mit der Bitte an Alexander II., dass er die in Poitiers gelegene Abtei Saint-Nicolas unter den Schutz des Heiligen Stuhles stellen solle. Agnes starb am 9. oder 10. November 1068 in Saintes und wurde ihrem Wunsch gemäß in Saint-Nicolas in Poitiers beigesetzt.